# 台湾糖業鉄道
台湾糖業鉄道（たいわんとうぎょうてつどう）は台湾において製糖に伴うサトウキビまたはその製品輸送のために設けられた産業用軽便鉄道である。軌間は一部で1067mmを採用したが、ほとんどが762mmであった。別称として台湾精糖鉄道、糖鉄、五分車（標準軌に対して半分の軌間だから）等がある。作業従事者や沿線住民の為に客扱いも行っていた。

## 略史

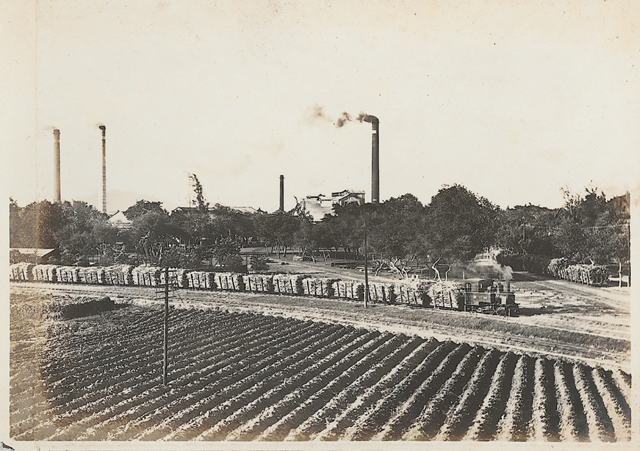
橋仔頭製糖工場と糖業鐵道

日本統治時代に製糖業の発展に伴い、1902年に高雄の橋頭精糖工場が敷設したのを筆頭に各地で建設された。この頃は全ての路線が各精糖会社の所有する路線で、各路線間の連絡はなかった。
戦後、国民政府は日本資本の接収と砂糖の半専売化を進め、1946年国営の台湾糖業公司を発足させ、各路線も台糖に属した。そして西海岸の台中以南の全路線の連絡を目的とした南北平行予備線を敷設し、この地域のほぼ全ての製糖工場と連絡するようになった。
しかし台糖の業績不振や輸送手段の発達により徐々に縮小され、1982年嘉義線の嘉義 - 北港間の廃止をもって旅客営業は終了した。2001年以降、渓湖糖廠、烏樹林糖廠、新営糖廠、高雄糖廠、南州糖廠など、製造をしなくなった製糖工場を観光施設に変えると同時に、周辺の一部区間を観光鉄道として復活させた路線も存在する。
2016年、渓湖糖廠で廃車扱いになっていた軌道巡回車の1両が自走可能な状態に修復されたほか、台糖および高雄市立歴史博物館の協力により、烏樹林糖廠にある同型車が2017年初頭から横浜市の原鉄道模型博物館の特別展で展示されることになった。（これに先立って市立歴史博物館が運営・管理する高雄市の哈瑪星台湾鉄道館の特別展で『原コレクション』が1年間貸し出されている。）
2018年11月、蒜頭蔗埕文化園区でイギリスのウエルシュプール&スランフェア軽便鉄道(Welshpool and Llanfair Light Railway)から貸し出された機関車ドゥーガル(Dougal)が展示され、12月には動態イベント開催に伴い台糖は同社と姉妹鉄道提携覚書を締結した。

## 路線
過去に旅客営業の実績がある路線については台湾糖業鉄道の旅客駅一覧を参考のこと。
現在観光路線として営業しているのは5ヶ所で、
- 渓湖線（彰化県：渓湖糖廠）
- 蔗埕線（嘉義県：蒜頭糖廠（中国語版））
- 新港東線（台南市：烏樹林糖廠（中国語版））
- 八翁線（台南市：新営糖廠（中国語版））
- 橋頭線（高雄市：橋頭糖廠（中国語版））

サトウキビ列車を現在も運行しているのは
- 虎尾糖廠（中国語版）（雲林県）の馬公厝線

のみである。

## ギャラリー

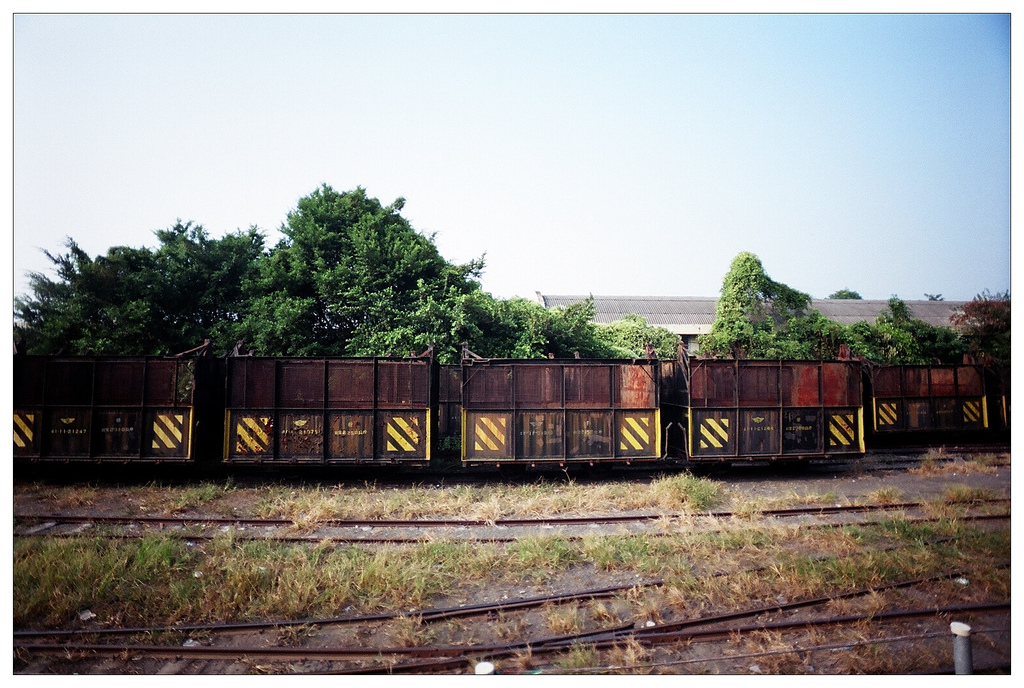
サトウキビ運搬用の貨車
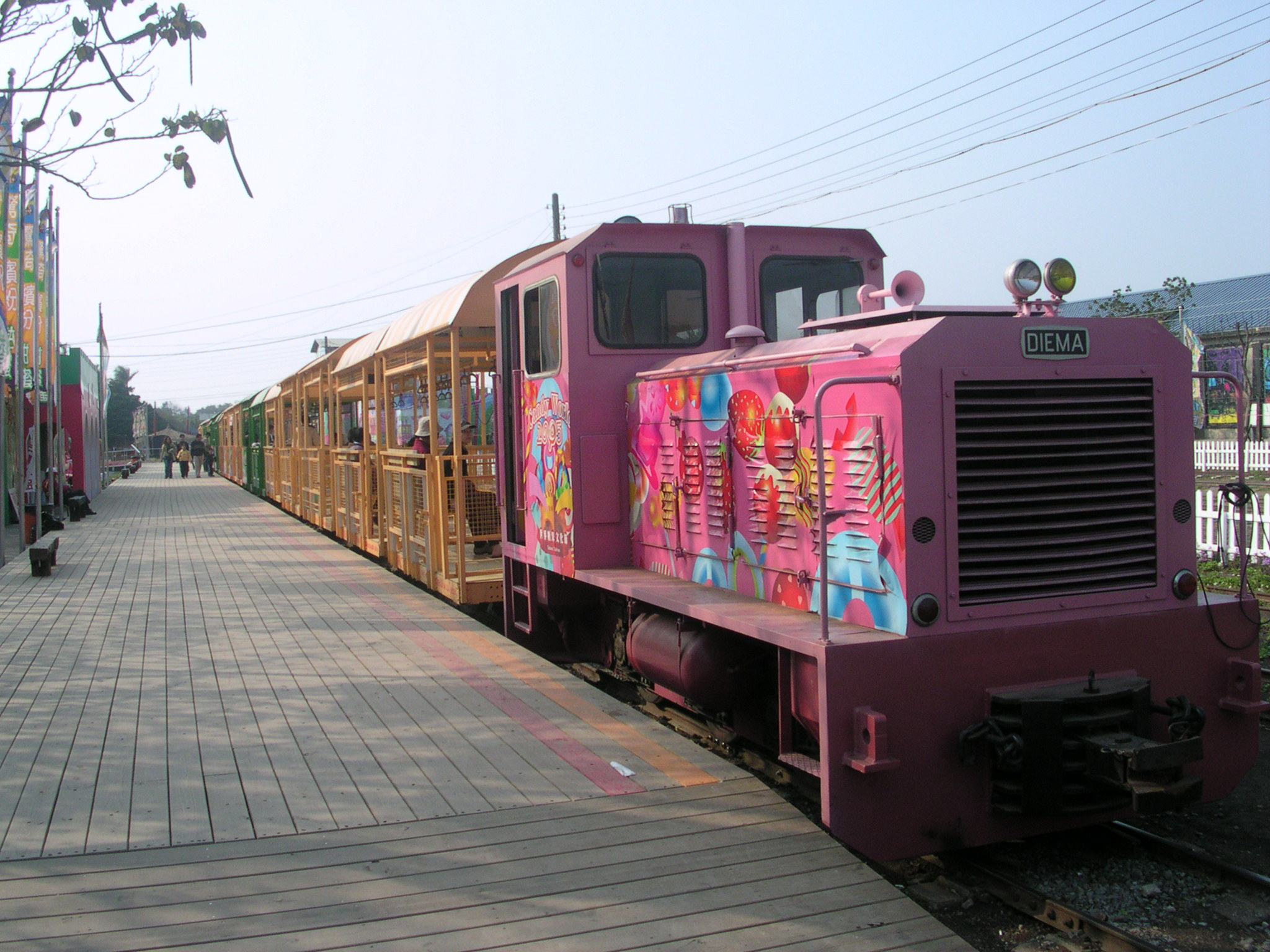
佳里糖廠の観光用列車
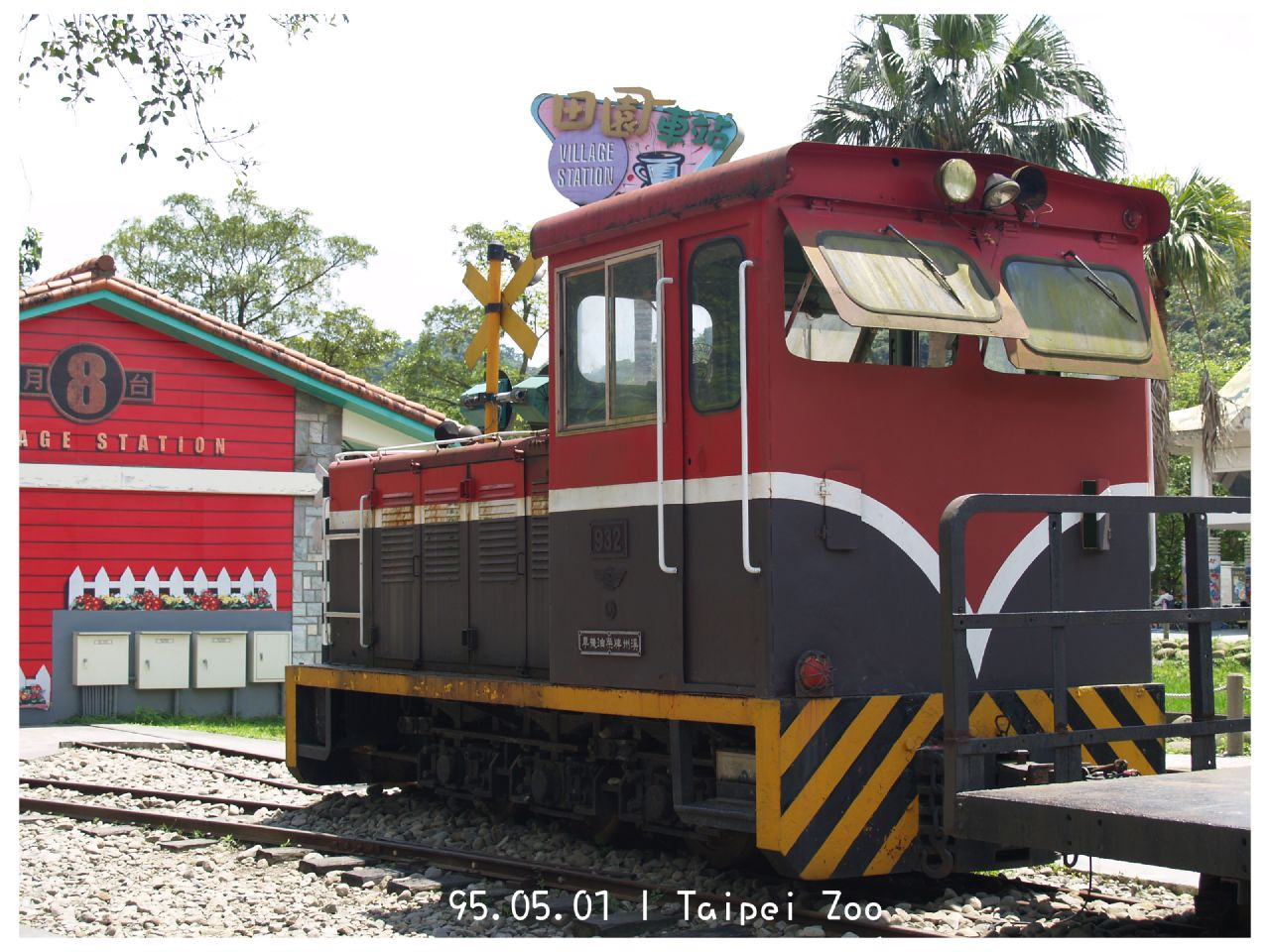
台北動物園で保存されている台糖932号機
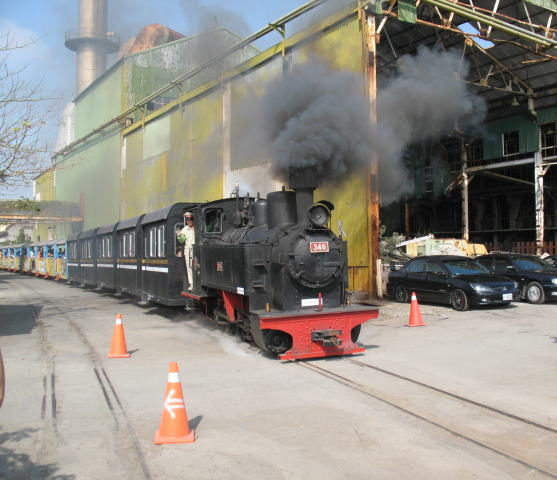
渓湖糖廠で運行中のベルギー製346号蒸気機関車
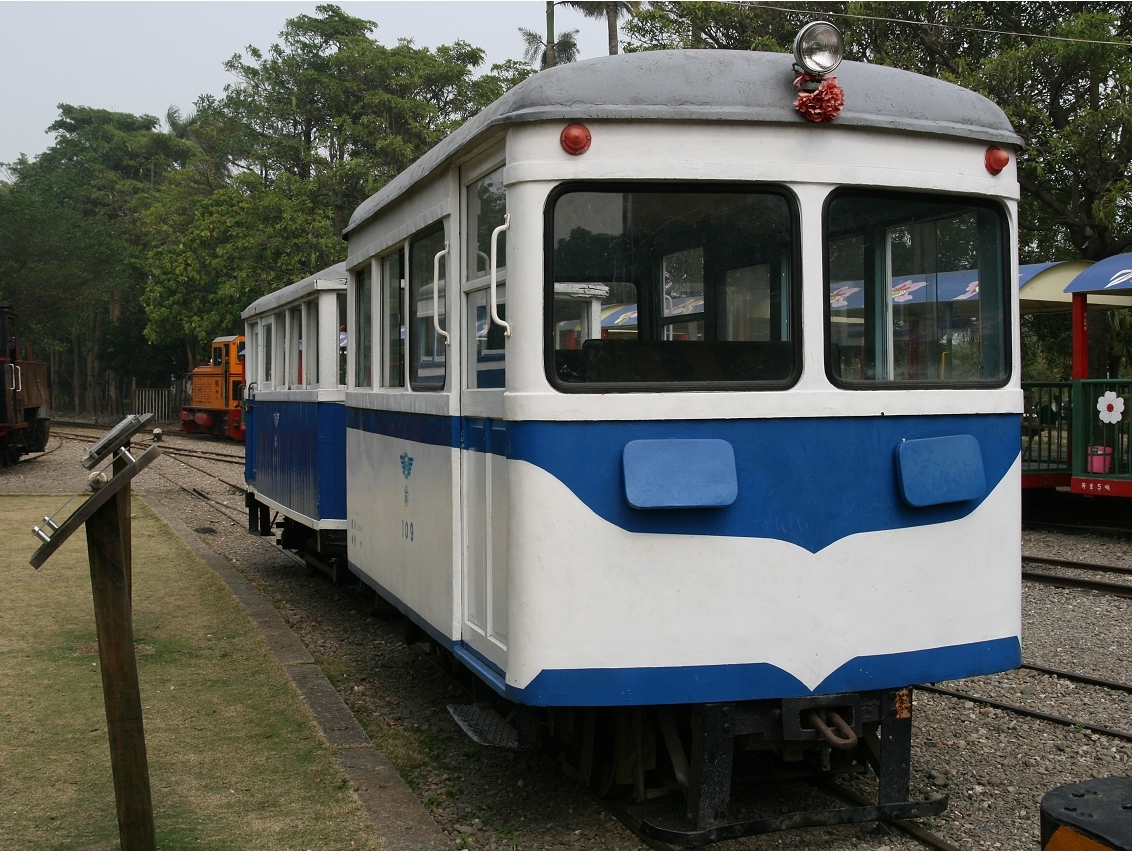
烏樹林糖廠の巡道車（軌道巡回車）